# Planeta Diez
El Planeta Diez es un objeto aun no visto o hipotético con un tamaño de entre el de la Tierra y Marte podría estar ubicado en el cinturón de kuiper, una región más allá de Neptuno llena de miles de asteroides helados, cometas y planetas enanos. La masa del planeta tiene un límite superior de 2,4 M⊕ con un semieje mayor en el rango de entre 50-80~ UA. La existencia de este planeta explicaría una curvatura extraña en el plano medio del cinturón de Kuiper.